# Best Friend's Brother
Best Friend's Brother é o 4º single lançado para a trilha sonora do seriado norte-americano "Victorious", lançado no dia 20 de maio de 2011 pela Columbia e Nickelodeon Records. A canção é interpretada por Victoria Justice.

## Detalhes
Esta passagem carece de fontes
| “ | Essa canção é muito especial para mim porque é a primeira música que eu escrevi que será usada no meu show. Eu consigo performá-la também. Ela foi inspirada em uma experiência de vida, e eu acho que é uma música com a qual a maioria das meninas irá se identificar. | ” |

## Crítica
Esta passagem carece de fontes

## Vídeo
O vídeo musical lançado para a canção no dia 28 de maio de 2011 mostra a história de uma garota que é apaixonada pelo irmão da melhor amiga, e que sonha em ter uma chance de ficar a sós com ele. Na primeira parte do vídeo, vemos Victoria e sua melhor amiga aparentemente estudando, e em seguida, vemos Victoria indo buscar um copo d'água na cozinha. Ao chegar lá, ela começa a "sonhar acordada" e se imagina cantando para o garoto na sala de estar da casa. Já na segunda parte, vemos ela esperando pela amiga do lado de fora da casa enquanto o garoto se dispede dos seus amigos, e ela envia torpedos para a amiga. No momento seguinte, ela tem outro sonho no qual ela canta em cima de um carro na rua e ele toca bateria. A última sequência do vídeo acontece em uma pizzaria, na qual Victoria dança o refrão da música e acaba o vídeo indo conversar com o garoto.

## Charts
| Chart (2011)           | Melhor posição |
| ---------------------- | -------------- |
| U.S. Billboard Hot 100 | 86             |

## Detalhe
Quando Victoria volta do sonho ela sofre um pequeno acidente (de verdade) na pia da cozinha, e o diretor resolveu cortar para a 2ª sequência.